# Malcolm IV.
Malcolm IV. Djevac (škot. Maol Chaluim mac Eanraig) (?, 1141. – dvorac Jedburgh, 9. prosinca 1165.), škotski kralj od 1153. do 1165. godine. Sin je Henrika Škotskog († 1152.), grofa Huntingdona i Northumberlanda.
Naslijedio je svog djeda, kralja Davida I., u dobi od jedanaest godina. Nije se oženio i nije imao djece, zbog čega je dobio nadimak Djevac. Godine 1157. maloljetni Malcolm IV. našao se u Chesteru s engleskim kraljem Henrikom II., koji ga je prisilio da potpiše Chesterski sporazum, kojim mu je oduzeo Northumberland i Cumbriju, a dozvolio mu da zadrži Huntingdon. Na povratku u Škotsku, opsjeli su ga škotski plemići u dvorcu Perth. Mir je postignut uz podsredništvo Crkve. Međutim, Malcolm je opet izazvao zabrinutost plemstva kada je 1159. godine, kao pratnja engleskom kralju Henriku II., sudjelovao u opsadi Toulousea.
Mnogi su u Škotskoj nastojali iskoristiti njegovu slabu vladavinu, no uspio je obračunati se pobunom u Morayju. Teži izazov imao je u obračunu s velikašem Somerledom, koji se porglasio kraljem Otoka i pokušao osnovati neovisno kraljevstvo, koje bi pokrivalo veći dio teritorija nekadašnje Dalriade. Godine 1164. Somerled je s velikom vojskom krenuo na Malcolma IV., no bio je izdan i ubijen, a vojska se povukla bez upuštanja u veći sukob.
Umro je krajem 1165. godine, u dobi od dvadeset i četiri godine, a naslijedio ga je mlađi brat, Vilim.